# Саитта, Армандо
Армандо Саитта (итал. Armando Saitta, 15 марта 1919 года, Сант-Анджело-ди-Броло, Сицилия, Италия — 26 мая 1991 года, Рим) — итальянский историк.

## Биография
Родился 15 марта 1919 года в Сан-Анджело-ди-Броло в Италии.

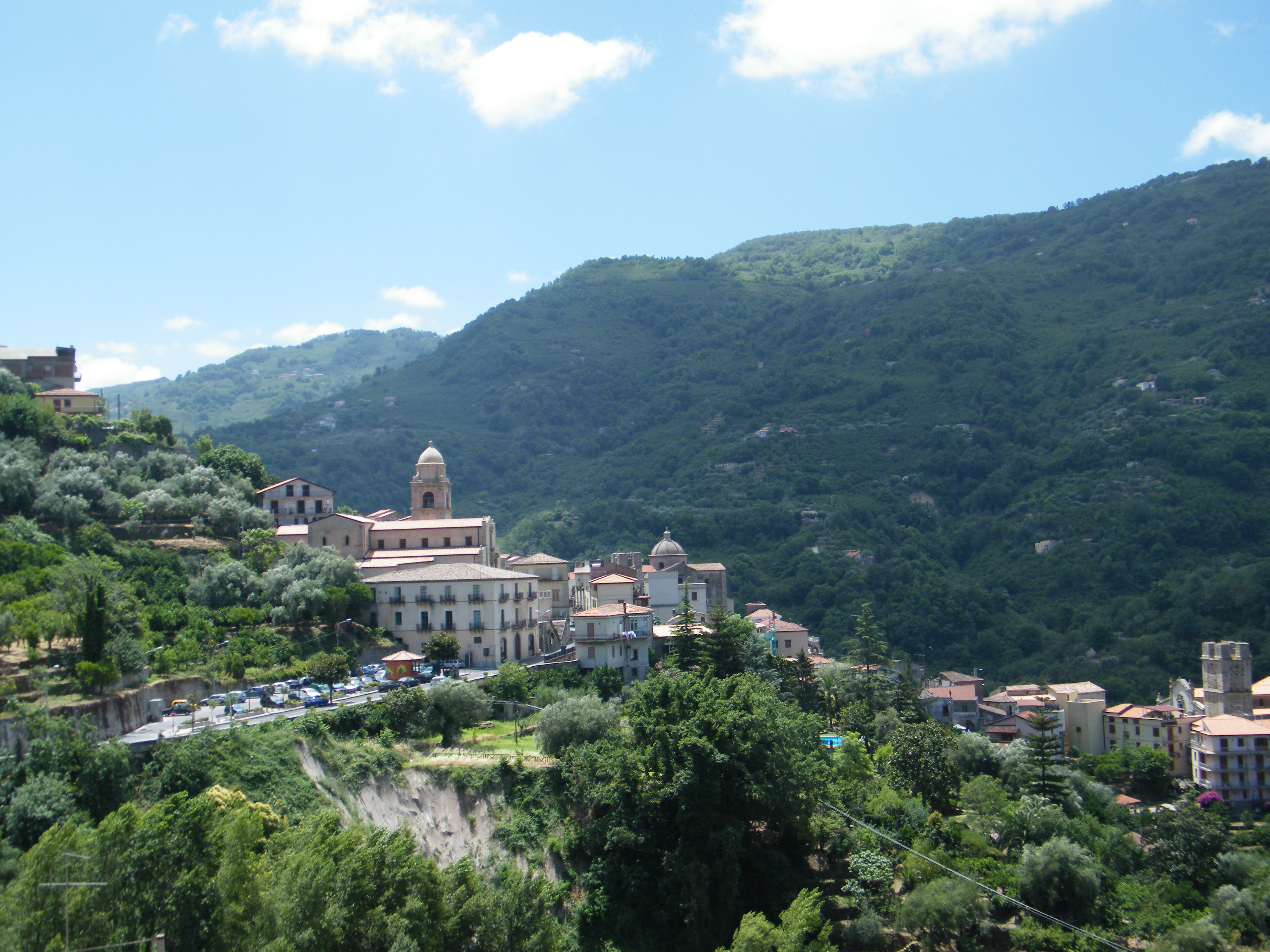
Сант-Анджело-ди-Броло. Сицилия

Учился в университете Палермо, затем в Высшей нормальной школе в Пизе (Scuola Normale Superiore), которой руководил Джованни Джентиле.
В 1941 году получил диплом, защитил диссертацию по Андреа Луиджи Маццини (итальянский политик XIX века, последовательный демократ). Специализировался на исторических исследованиях. Подружился с историком Делио Кантимори, который перешел от фашизма к коммунизму (перевел первую книгу «Капитал» К. Маркса), а позже стал членом Совета Ассоциации Италия-СССР. Саитта увлёкся марксистской историографией.
В начале 50-х он был директором журнала «Movimento Lavoro» («Рабочее движение»), издаваемого Джанджакомо Фельтринелли, а в 60-х он основал и руководил журналом «Critica storico» («Историческая критика») в издательстве D’Anna. Он также сотрудничал с престижным литературным журналом Belfagor, которым руководил его бывший преподаватель Луиджи Руссо.
В 1954 году Саитта стал профессором современной истории в Пизанском университете. В 1967 году он переехал в Рим, где занимал ту же кафедру на педагогическом факультете .
В 1971 году он перешел на факультет политических наук Университета Ла Сапиенца (Рим, основан в XIV веке), где преподавал ту же дисциплину около двадцати лет.
В 1989 году Армандо Саитта вышел на пенсию.

## Научная деятельность

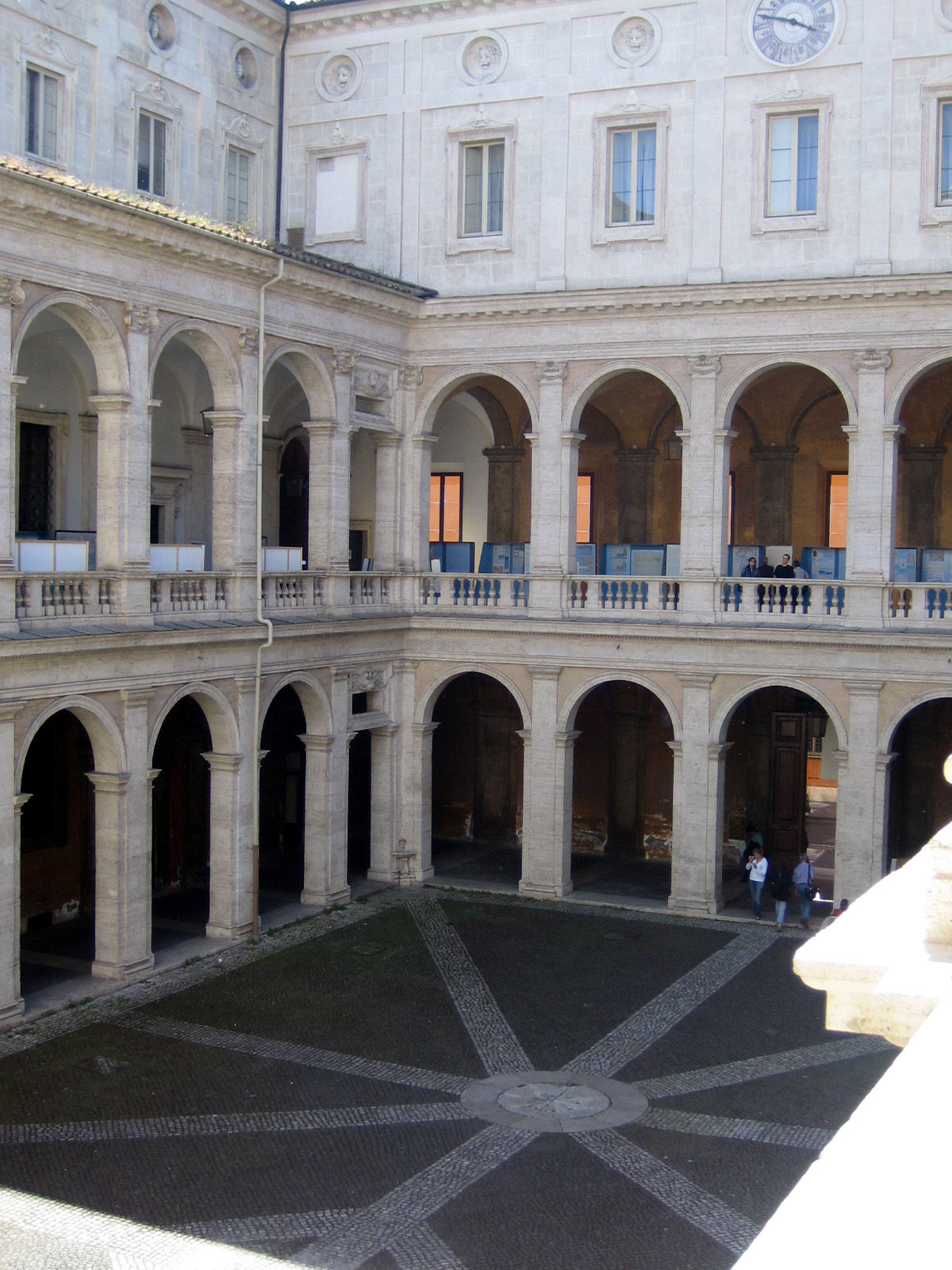
Внутренний дворик университета Ла Сапиенца в Риме. Осн. в 1303 г.

Армандо Саитта занимался изучением французской истории, исследованием политико-социальной мысли начала XIX века (Сен-Симон и Фурье) и эволюции политической и конституционной системы современной Франции, начиная с периода, предшествовавшего Великой Французской революции.
Саитта занимался исследованиями от средневековой до современной истории Италии.
Саитту считали левым интеллектуалом, вдохновленным марксизмом, а также активистом в рядах антифашистского Сопротивления. Несмотря на близость к компартии Италии, Саитта высказывал в адрес партии критику, если политика КПИ расходилась с его убеждениями .
В 1976 году Саитта привлек к суду «La Nuova Italia», издательство своего учебного пособия для средних школ, обвинив его в цензуре нескольких страниц. Суд Флоренции согласился с ним и приговором от 21 октября 1976 года признал незаконные вмешательства в ущерб автору в 11 пунктах текста учебника.
Армандо Саитта занимал должность директора Института средневековой, новейшей и новейшей истории, а также палеографии и дипломатии Пизанского университета (ныне Департамент средневековых исследований), а также президента престижного Итальянского исторического института современности и науки.
Саитта — автор многих научных трудов, монографий, статей и обзоров в периодических и специализированных научных журналах.
Благодаря профессору Армандо Саитте сформировалось целое поколение ученых (Адриано Проспери, Роберто де Маттеи, Паоло Симончелли, Марко Минерби, Карло Гинзбург).
В 1965 году профессор Армандо Саитта был награждён Орденом Херувима.

## Память
В 2002 году как дань уважения памяти Армандо Саитты издательство «Франко Анджели» выпустило «Письма памяти Армандо Саитты» (от Университета Ла-Сапиенца). Книга написана совместно большой группой академиков и ученых, включая коллег Доменико Каккамо, Марию Софию Корчуло, Никола Ла Марка и одного из его учеников-историков, Паоло Симончелли.
20 декабря 2008 года в Сант-Анджело-ди-Броло на доме, в котором родился Армандо Саитта, была установлена мемориальная доска. Во Дворце культуры города была устроена выставка, посвященная жизни и деятельности профессора. В этих мероприятиях принял участие сын историка- профессор Паоло Саитта и Анджело Синдони, профессор современной истории в Мессинском университете.

## Труды
- Филиппо Буонарроти. Вклад в рассказ о его жизни и мыслях, ISI, 1972 г.

- Человеческое путешествие. Руководство по истории на трехлетний период, Кальдерини, 1978, 3 тома.

- Критический справочник по современной истории, Laterza, 1983.

- Антология документов и историческая критика, Laterza, 1985

- Французские составляющие революционного периода (1789—1795), ISI, 1989

- Историческая память. Курс истории для средней школы, Палумбо, 1990 г.

- Критический справочник по современной истории. Laterza, 1994

- Моменты и деятели европейской цивилизации, История и литература, 1994 г.

- История и мифы 20 века. Антология исторической критики, Nuova Italia, 1999.

- От чёрной Гранады до католической Гранады. Кресты и столкновения цивилизаций, Какуччи, 2006 г.

- Предупреждения Дона Сципиона ди Кастро Марко Антонио Колонна, когда он стал вице-королем на Сицилии. История и литература, 2011